# Euprepina truxalia
Euprepina truxalia är en tvåvingeart som beskrevs av Hull 1971. Euprepina truxalia ingår i släktet Euprepina och familjen svävflugor. Inga underarter finns listade i Catalogue of Life.